# Garra borneensis
Garra borneensis är en fiskart som först beskrevs av Vaillant 1902.  Garra borneensis ingår i släktet Garra och familjen karpfiskar. Inga underarter finns listade i Catalogue of Life.